# محمد طرزي
محمد طَرزي روائيّ لبنانيّ، مواليد بيروت عام 1983. اهتمت أعماله بالتاريخ العربيّ في شرق أفريقيا. له تسع روايات في مجالات أدبية مختلفة؛ التخيّل التاريخي، الأدب الاجتماعي، أدب الفتيان، والموروث الثقافي. 
فازت روايته ميكروفون كاتم صوت بـجائزة كتارا للرواية العربية، في دروتها العاشرة لعام 2024، وبـجائزة نجيب محفوظ لعام 2024. كذلك حصدت "جُزر القرنفل" جائزة غسان كنفاني للرواية، في الأردن، عام 2017، ونالت "نوستالجيا" جائزة الناقد توفيق بكّار للرواية العربّية، في تونس، الدورة الأولى لعام 2019. أدرجتْ أعماله على قوائم جائزة الشيخ زايد للكتاب للكتاب ست مرات عن دورات مختلفة.
اختارته مؤسسة أومي للفنون الأميركية، بالتعاون مع جامعة حمد بن خليفة القطرية، للمشاركة في برنامج "استضافة كُتّاب من دول مختلفة"، للإقامة في مقّرها في نيويورك، ممثّلًا للرواية العربية المعاصرة، موسم خريف 2022.
حصل على منحة زمالة للكاتب المقيم، من مؤسسة بولياسكو الأميركية، للإقامة في جنوة، إيطاليا، خلال خريف 2024. حاز إجازة في القانون، وأخرى في الاقتصاد من الجامعة اللبنانية، وحصل على الماجستير في الاقتصاد المالي من جامعة لندن SOAS.

## مؤلّفاته الروائيّة
1. النبوءة، عن دار الفارابي 2010 [10]
2. جُزر القرنفل؛ حكاية الحلم الأفريقي، عن الدار العربية للعلوم ناشرون 2013 [11]
3. رسالة النور؛ رواية عن زمان ابن المقفّع، عن الدار العربية للعلوم ناشرون 2016 [12]
4. أفريقيا؛ أناس ليسوا مثلنا، عن الدار العربية للعلوم ناشرون 2018 [13]
5. ماليندي؛ حكاية الحلم الأفريقي، عن الدار العربية للعلوم ناشرون 2019 [14]
6. نوستالجيا، عن مكتبة تونس 2019 [15]
7. عروس القمر؛ حكاية الحلم الأفريقي، عن الدار العربية للعلوم ناشرون 2021 [16]
8. سرّ الطائر الذي فقد صوته، عن الدار العربية للعلوم ناشرون 2022
9. ميكروفون كاتم صوت، عن الدار العربية للعلوم ناشرون 2023

## جوائز وترشيحات
- جائزة رضوى عاشور للأدب العربي – الدورة الأولى (2025)، بالشراكة بين مؤسسة قطر وجامعة غرناطة. [17]

- جائزة نجيب محفوظ للأدب، لعام 2024، عن رواية ميكروفون كاتم صوت [18]
- جائزة كتارا للرواية العربية، الدورة العاشرة 2024، عن رواية ميكروفون كاتم صوت [19]
- جائزة غسان كنفاني للرواية، في عمّان، الدورة السادسة 2017، عن رواية جُزر القرنفل [20]
- جائزة توفيق بكّار للرواية العربية، في تونس، الدورة الأولى 2018، عن رواية نوستالجيا [21]
- جائزة سعاد الصباح، في الاقتصاد؛ الكويت، عام 2002 [22]
- القائمة الطويلة لجائزة الشيخ زايد للكتاب للدورة الثامنة 2014-2013 (رواية جُزر القرنفل؛ حكاية الحلم الأفريقي) [23]،
- القائمة الطويلة لجائزة الشيخ زايد للكتاب للدورة الحادية عشرة 2016-2017 (رسالة النور؛ رواية عن زمان ابن المقفّع) [24]،
- القائمة الطويلة لجائزة الشيخ زايد للكتاب للدورة الثالثة عشرة 2018-2019 (رواية أفريقيا؛ أناس ليسوا مثلنا) [25]
- القائمة الطويلة لجائزة الشيخ زايد للكتاب للدورة الخامسة عشرة 2020-2021 (رواية ماليندي؛ حكاية الحلم الأفريقي) [26]
- القائمة الطويلة لجائزة الشيخ زايد للكتاب للدورة السابعة عشرة 2022-2023 (رواية عروس القمر؛ حكاية الحلم الأفريقي) [27]
- منحة "إقامة كاتب" في نيويورك، خلال موسم خريف 2022، وهو برنامج ترعاه مؤسّسة آرت أومي الأميركية للمواهب الأدبية على مستوى العالم [28][29]
- منحة "إقامة كاتب" في جنوة، إيطاليا، خلال موسم خريف 2024، وهو برنامج ترعاه مؤسّسة بولياسكو للمواهب الفنية والأدبية على مستوى العالم [30]